# رونالد نيل ستيوارت
رونالد نيل ستيوارت (بالإنجليزية: Ronald Stuart) (و. 1886 – 1954 م) هو عسكري من المملكة المتحدة، والمملكة المتحدة لبريطانيا العظمى وأيرلندا، ولد في Toxteth ‏، بدأ مشواره المهني سنة 1902، ويحمل رتبة عسكرية نقيب، توفي في Charing ‏، عن عمر يناهز 68 عاماً.

## التعليم
تعلم في Liverpool College ‏
.

## الخدمة العسكرية
خدم في البحرية الملكية البريطانية.

## جوائز
حصل على جوائز منها:
- صليب فيكتوريا
- نيشان الخدمة المتميزة  [لغات أخرى]‏
- صليب البحرية